# Priiskowyj
Priiskowyj (ros. Приисковый) – osiedle typu miejskiego w Rosji, w Kraju Zabajkalskim, w rejonie nerczyńskim. W 2010 liczyło 1520 mieszkańców.